# Florent Muñoz
Florentino Muñoz Lozano (Ceuta, 1968), Florent, es un músico español, conocido especialmente por ser uno de los creadores del grupo Los Planetas, banda en la que toca la guitarra y compone. También participó en las formaciones Los Pilotos y Fuerza nueva, además de actuar en solitario como Florent y Yo.

## Primeros años / Los Subterrános
A principios de los años 90, Florent, por entonces estudiante de Derecho en la Universidad de Granada, conoce a Jota (estudiante de Sociología), descubriendo sus afinidades musicales. Forman el grupo Los Subterráneos, nombre con dos posibles explicaciones: por un lado homenaje al grupo neoyorquino The Velvet Underground, por otro referencia al libro homónimo de Jack Kerouac.
Los Subterráneos graban varias maquetas, destacando la producida en abril de 1992 que incluye las canciones Mi hermana pequeña, El centro del cerebro, La caja del diablo y Espiral, registradas con un nuevo batería, Carlos Salmerón.
En aquellos años Christina Rosenvinge se hace acompañar de otros Subterráneos para sus primeros discos en solitario, con lo que J y compañía deciden cambiar su nombre al definitivo Los Planetas.

## Los Planetas
Ya como Los Planetas, participarán en varios concursos (Radio 3, Rockdelux...), y se convertirán en habituales en programas radiofónicos dedicados a la música independiente española, como Discogrande y Diario Pop.
De aquella maqueta, Mi hermana pequeña (mejor canción nacional del año 1992 para Rockdelux) y Pegado a ti se incluyen en su primer vinilo, el ep Medusa publicado por el sello independiente Elefant Records en 1993. El grupo continúa en activo desde entonces, siendo su disco más reciente el álbum Las canciones del agua (El Ejército Rojo - El Volcán Música, 2022).

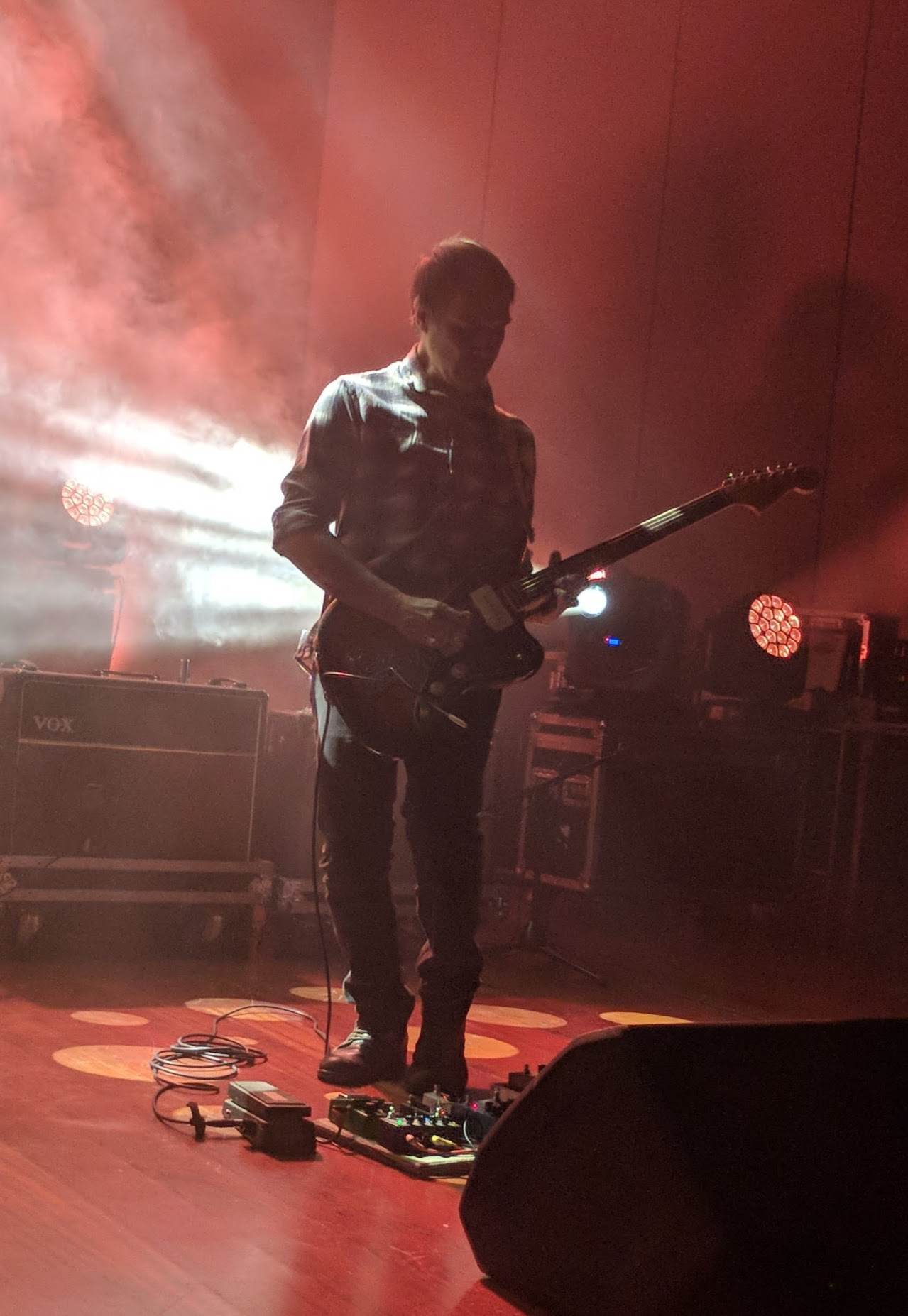
Florent actuando con Los Planetas en La Coruña, 22 de diciembre de 2017.

## Los Invisibles
Los Invisibles es también un grupo de rock granadino cuyo nombre está inspirado en el cómic estadounidense Los Invisibles, creado por Grant Morrison para Vertigo Comics / DC Comics (Planeta DeAgostini en España). El 14 de abril de 2010 su cantante, Banin Fraile, declaraba, al responder sobre el estado del grupo, que “lo que hay lo grabamos en un día y la cosa se quedó ahí. Tengo más canciones terminadas y algún día me gustaría sacar algo, pero tampoco dispongo de todo el tiempo que me gustaría para dedicarle y hacerlo bien".

## Los Pilotos
En 2010 Florent  funda junto a Banin Fraile Los Pilotos, grupo de música electrónica en el que "Florent trabaja más con el ordenador y Banin más con hardware".
En la actualidad, Los Pilotos es un proyecto en solitario de Banin Fraile.

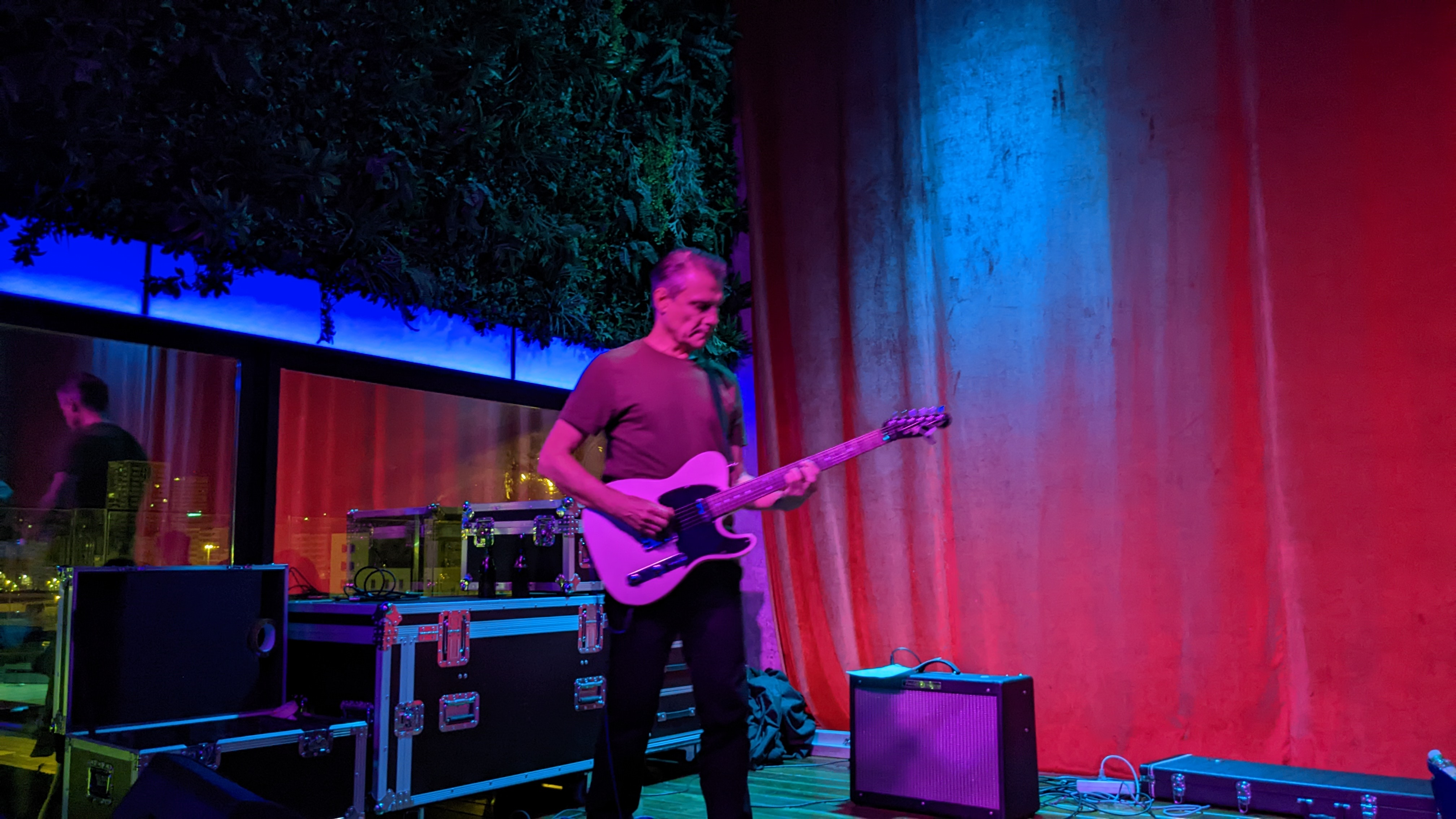
Florent actuando con Los Pilotos en La Coruña (2022).

## Los Evangelistas
Florent, junto con los componentes de Los Planetas Jota y Eric Jiménez, y Antonio Arias (cantante de Lagartija Nick) forman en 2011 Los Evangelistas, grupo homenaje a Enrique Morente, cuyo debut fue el 18 de junio en la cuarta edición de La Noche Blanca del Flamenco celebrada en Córdoba.
En 2012 editan su álbum de debut, Homenaje a Enrique Morente (El Ejército Rojo / Octubre) y en 2013 entregan el EP Encuentro (El Volcán, 2013).

## Fuerza nueva
El 3 de enero de 2019 se estrena el videoclip de Los campanilleros, primera canción editada de Fuerza nueva, proyecto colaborativo entre Los Planetas y Niño de Elche. El 12 de octubre de 2019 publican su álbum de debut Fuerza nueva.

## Florent y Yo
En solitario, Florent publica como Florent y yo, en principio su apodo como pincha y con el que ha hecho varias remezclas y grabaciones:
- En 2007  remezcla en 2007 Anatomía animal, tema incluido en el álbum de Algora Nubes blancas, sueños raros (remezclas y versiones de Planes de verano) (Dress For Excess Records, 2007).
- En 2010 publica la canción Agua fría, que se incluye en el recopilatorio The Family Grows LP, editado por el sello de música electrónica Overflow Records.[10]
- En 2011 remezcla el tema que abre el LP de debut del grupo de Carballo (La Coruña) Franc3s, Al son obsesivo de los tamboriles estáticos de la demolición, remezcla que se incluye en su EP Aislami3nto (Los Enanos Gigantes, 2011).[11]

### Florent y yo(El Volcán Música, El Ejército Rojo, 2023)
El 18 de enero de 2023 se edita el debut en solitario de Florent, con Aquí paz y gloria, sencillo digital avance de su álbum Florent y yo.
Florent y yo está compuesto su totalidad por Florent, con la colaboración de Alicia Díaz en la letra de Rumba de mi estado de alarma. La producción corre a cargo del propio Florent y Carlos Díaz. El disco se graba en diciembre de 2020 en Sonic Room y Cortijo de Santa María de la Vega (Granada. Los músicos que colaboran en el álbum son Adrián Ceballos, Dani Fernández, Mario Zamora, los tres miembros de la desaparecida banda madrileña Melange, y Jimi García (trompetista en Eskorzo y Los 300).
Según la nota de prensa "En Florent y Yo se establece una perfecta correspondencia entre lo acústico, lo eléctrico y lo electrónico (...) La voz de Florent se conduce con fluidez entre el pop expansivo y la psicodelia de contacto que dan forma a las diez composiciones de su debut en solitario, que nace agradecido y sin deudas, con ecos de Love, Stereolab o The Jesus and Mary Chain, evocando solo parcialmente y de manera indirecta a Los Planetas y con una atractiva singularidad".
Los siguientes adelantos del disco fueron Rumba de mi estado de alarma / Respuestas equivocadas (24 de febrero de 2023, El Volcán Música / El Ejército Rojo, sencillo de siete pulgadas) y La cueva de mis fracasos (18 de abril de 2023, El Volcán Música / El Ejército Rojo, digital).
Posteriormente a Florent y yo se editan las siguientes canciones:
- Ahora mejor que nunca (7 de septiembre de 2023 ), una de las canciones inéditas de las sesiones de grabación del álbum.[16]
- El futuro en los sueños (6 de mayo de 2024).[17]

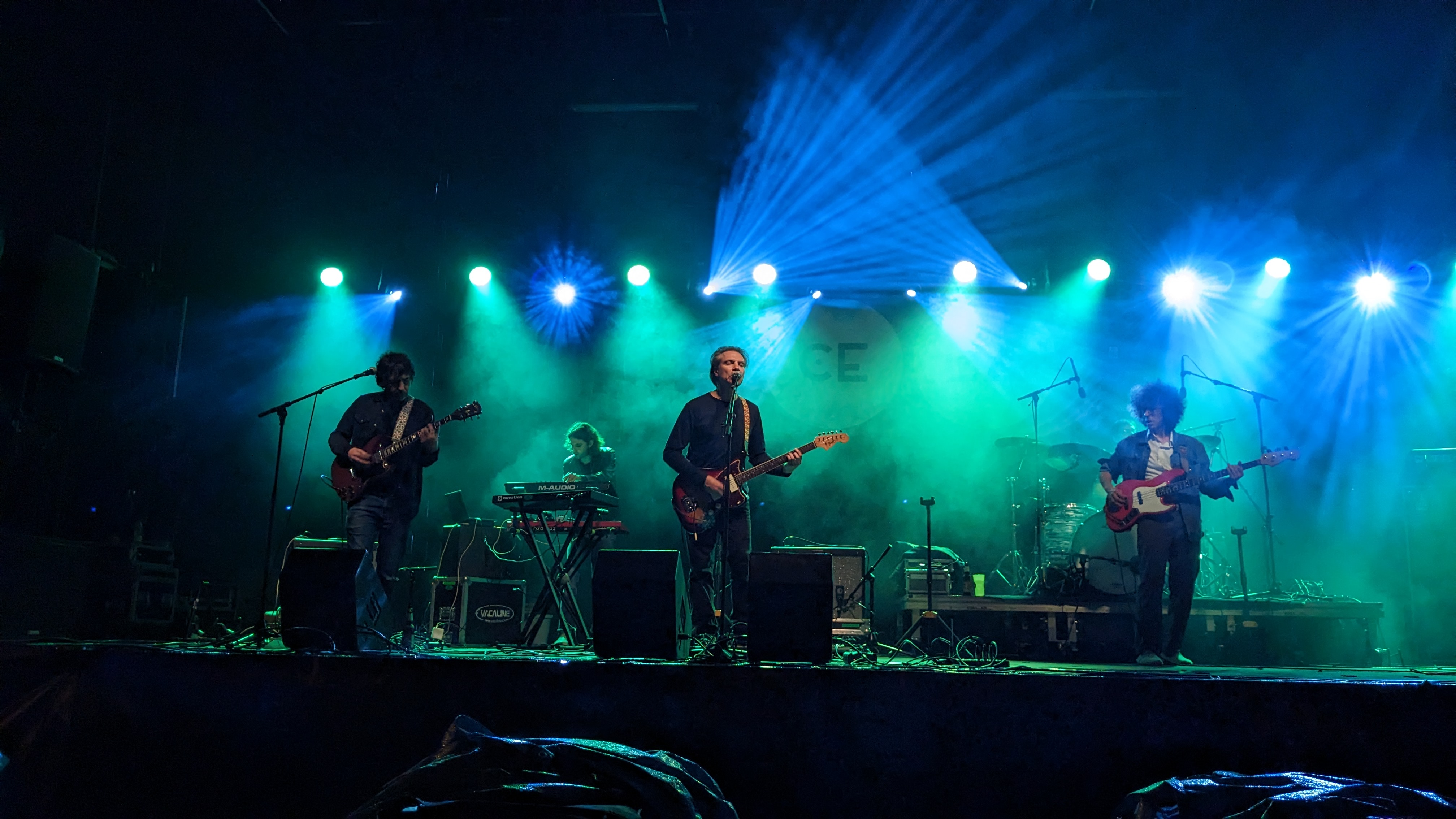
Florent y yo actuando en el Facela Fest (Lugo), el 10 de mayo de 2024.

## Colaboraciones con otros artistas
Destacan las siguientes colaboraciones:
- Los Enemigos - Obras escocidas (Virgin Records España, S.A., 2001): Los Planetas grabaron en directo la canción Sin hueso (J (voz y guitarra), Florent (guitarra), Banin (moog), Eric (batería) y Fino Oyonarte, bajista de Los Enemigos (bajo)).
- Najwa - Mayday (DRO, 2003) (guitarra eléctrica en All clear, One and other lies y Near the air).
- Lagartija Nick - Lo imprevisto (Lagartija Records, S.L., 2004) (guitarras en las canciones Yo no soy yo, Ojalá y Fulcanelli).
- Clovis - Respira (Sinnamon Records, 2005) (entre los distintos artistas que colaboraron en el disco estaban Florent, Banin y Eric).
- Maga - En la canción Pasó el cometa del disco rojo (Limbo Starr, 2006).
- Luis Arronte - Sólo ida (El Ejército Rojo, 2007) (guitarra en El perro de Paulov).
- Algora - Planes de verano (Dress For Excess Records, 2007) (guitarra eléctrica).
- Algora - Nubes blancas, sueños raros (remezclas y versiones de Planes de verano) (Dress For Excess Records, 2007) (remezcla de Anatomía animal como Florent y Yo).
- Enrique Morente - Pablo de Málaga (Caimán Records, 2008).
- Half Foot Outside - Heavenly (Limbo Star, 2008).
- Antonio Arias - Multiverso (Recordings From The Other Side / ¡Pop Stock!, 2009) (guitarra en Laika).
- Mequetrefe - Play Off (Dress For Excess Records, 2010) (guitarra en Bomba Navarro).
- Franc3s - Franc3s (Los Enanos Gigantes, 2010) (guitarra en varios temas).[18]
- Franc3s - Aislami3nto ep (Los Enanos Gigantes, 2011[11]). Guitarra en Aislami3nto, versión del tema Isolation de Joy Division, en la grabación también colaboran Florent, los componentes de Triángulo de Amor Bizarro Isabel Cea y Rodrigo Caamaño, y César Verdú de Schwartz.[19]
- Reina Republicana - Reina Republicana (Limbo Starr, 2011), guitarra en La ciudad ardiendo.
- Antonio Arias - Multiverso II (autoeditado, 2013), guitarra en Soleá de la ciencia.[20]
- JJ Machuca - Viaje Al Espacio, Vol. 1 (Praesepe Records, 2014), guitarra en Bootes, Alhena y Auriga.[21]
- Soleá Morente -  Tendrá que haber un camino (El Volcán Música, 2015) (guitarra en La ciudad de los gitanos y en Eso nunca lo diré (Granaína)).[22]
- Reina Republicana - El despertar (Limbo Starr, 2015), guitarra en Baja la voz.[23]
- Señor Chinarro - El progreso (El Segell del Primavera, 2016) (guitarra en La ciudad provisional y La mujer).
- Cycle - Electrik (Subterfuge Records, 2018), guitarra en Bro.[24]
- Junto a Rocío Márquez y Fernando Vacas - El estanque / Muera Cupido (sencillo SON Records, 2019).[25]
- Niño de Elche - El tamborilero (Sony Music, 2023), guitarra (también participa Eric Jiménez).